# حبق شفوي
حبق شفوي (الاسم العلمي:Ocimum labiatum) هو نوع من النباتات يتبع جنس الحبق من الفصيلة الشفوية.